# 打擂台 (2010年電影)
《打擂台》（英語：Gallants）是一部2010年香港動作電影，由郭子健及鄭思傑合編及導演，元德任動作指導，劉德華投資，林家棟擔任監製，是林氏的第一部監製作品。香港和中国大陆分别於2010年6月3日、6月4日上映。
本片是第34屆香港國際電影節及第12屆意大利烏甸尼斯遠東電影節參展作品。它奪得第17屆香港電影評論學會大獎最佳電影，以及第三十屆香港電影金像獎最佳電影、最佳男配角、最佳女配角和最佳配乐共四个奖项。
獲獎後中國內地部份院商如博納影業，在2011年4月19日重新上映該戲以作推薦，而香港方面，百老匯電影中心亦在2011年4月30日至5月4日期間重映該片。

## 劇情
祥（黃又南飾）是個一事無成的小文員，一天被上司派往一條偏僻的小鄉村，說服居民接受收購重建計劃。途中他被惡霸欺負，幸得跛子淳（梁小龍飾）相救，自此一心想拜對方為師。
淳與手臂傷殘的師兄成（陳觀泰飾）在附近經營一家茶樓，並照顧中風昏迷30年的師父羅新（泰迪羅賓飾）。一日師父突然醒來，決心要各徒弟參加龐青（陳惠敏飾）舉辦的打擂台比賽，以振興武館。豈料龐青取消眾人資格。一眾弟子最終明白師父的說話：「擂台只是一個名字，要打到處都可以是擂台」和「唔打就唔會輸, 要打就一定要贏」，戰勝了自己。

## 演員
| 演員     | 角色   | 備註 |
| 泰迪羅賓 | 羅新   | 当年“罗新门”武馆的師父；如今破旧的“罗记茶楼”的主人; 英文名Ben，喜歡女孩子叫他“阿賓”，左手掌掌背紋上了一個「勁」字刺青；当年因与鄧勝武比武，中了奇怪的風而离奇昏迷三十年，昏迷後弟子四散，只剩首徒陈德成及林良淳侍奉左右，奇蹟甦醒後卻嚴重失憶，不認得愛慕者芳之餘，亦經常錯認祥是成或淳，人亦變得神神怪怪，除了率領弟子參加由庞青舉辦的「全港擂台爭霸戰」外，還與弟子到夜總會共享快樂時光，後因被硬物撞擊頭部而恢復記憶，可惜只是死前的迴光反照。 |
| 梁小龍   | 林良淳 | “罗新门”弟子，陈德成師弟，當年威震四方的腿王，自師父羅新昏迷後，為救出三歲的桂，與成一同對抗惡匪，因以寡敵眾終右腳被廢，變成了瘸子，終日喝的醉醺醺，“罗记茶楼”的廚子。 |
| 陳觀泰   | 陈德成 | “罗新门”弟子，林良淳師兄，自師父羅新昏迷後，曾經叱咤风云的鐵拳拳王，為救出三歲的桂，與淳一同對抗惡匪，因以寡敵眾右臂被废至軟弱無力，成將“羅新門”原址變為“罗记茶楼”，擔任掌柜，凡事以和为贵。 |
| 邵音音   | 芬姐   | 愛慕羅新，在羅新昏迷後一直關注羅新情況，身份為已退休的醫生，愛穿旗袍。 |
| 黃又南   | 梁景祥 | 曾在孩童時代與猛同為「潮州公會馬燦明紀念小學」學生，四眼，本身患有哮喘病，地產公司小职员，因要為公司到「江浦村」收地，在路上被「銅錢雞」一夥人欺负，幸得淳所救，决定拜淳为師学艺。 |
| 賈曉晨   | 桂     | 三歲時，其母曾在“罗记茶楼”工作，被一班惡匪調戲，成及淳二人得知消息後奮勇營救，卻被打至重傷。事後桂與母親在上海生活，桂每趁假期時便返回“罗记茶楼”當幫手，答謝二人當年出手相助之恩。 |
| 歐陽靖   | 叢生猛 | 樂器店的老闆，為收地而不擇手段，曾在孩童時代與祥同為「潮州公會馬燦明紀念小學」學生，被祥欺负以至頸部扭傷，需要佩載護頸套，亦被祥稱作「鼻涕虫」;之後曾到美國留學; 猛在“龐青體育會”习武，之後祥出現眼前，猛教訓了祥一頓，亦要脅祥在“罗记茶楼”做內應。 |
| 陳惠敏   | 龐青   | “龐青體育會”的创办人、總教練及行政總裁，鄧勝武的得意弟子，籍舉辦「全港擂台爭霸戰」斂財，雖敬重前輩羅新，但認為其武術理念不合現今商業社會，後取消「羅新門」參賽資格。 |
| 顧冠忠   | 飛揚   | 臨近退休的警察，與“罗记茶楼”各人有超過三十年的友誼。 |
| 羅莽     | 玉麒麟 | 原名謝俊義，「江浦村」財委會委員及財務，為了叢生猛能順利收地，不惜率眾到“罗记茶楼”惡意破壞，「銅錢雞」胞兄。 |
| 李海濤   | 龐家軍 | “龐青體育會”大師兄及教練，龐青的得意弟子，收下戰書與林良淳在擂台上較量。 |
| 李嘉     |        | 龐青徒弟，“龐青體育會”師兄及教練。 |
| 羅永昌   | 銅錢雞 | 「江浦村」惡霸，「玉麒麟」的二弟，幫助叢生猛收地，為保護愛惡作劇的三弟率眾圍毆梁景祥。 |
| 陳勉良   | 金燕子 | “罗记茶楼”茶客，原名「勞國安」，盐田仔安泰楼早更保安員。 |
| 許思敏   | 黑牡丹 | “罗记茶楼”茶客，原名「羅蘭」，英文名「蘇菲亞」，快加好精選午市單車外賣員。 |
| 梁雄     | 鐵頭   | “罗记茶楼”茶客，沙溪口耀明村垃圾房清潔員，記性不好連自己原名都不記得，綽號「鐵頭」。 |

## 工作人員
- 導演、編劇：郭子健、鄭思傑
- 聯合編劇：譚廣源
- 監製：林家棟
- 出品人：劉德華、宋岱、
- 動作指導：元德
- 原創音樂：泰迪羅賓、韋啟良
- 攝影指導：柯星沛 (HKSC)
- 剪接：許偉傑
- 旁白：譚炳文

## 電影歌曲
- 主题曲〈Fight to Win〉
改編自歌曲《萬里長城永不倒》
作曲﹕黎小田
作词﹕盧國沾、詹惠風及歐陽靖，李安娜(國語版)
編曲﹕恭碩良
主唱﹕歐陽靖Feat葉振棠，賈曉晨(國語版)[4]

## 评价
该片有着浓厚的怀旧情怀，即对香港电影黄金时代的一次缅怀。它延续了黄金时代的精神—惩恶扬善与自信竞争的精神，也继承了感人至深的市井情怀—小人物通过努力最终获得成功。梁小龙、陈观泰、泰迪·罗宾等几位老演员所饰的角色，表现了过去曾经辉煌而如今有些残缺，最后被激醒后精神爆发的过程，其寓意则完全代表了香港电影的一种变迁。但是不止香港电影人一辈子都在打擂台，人生搏击台上的观众何尝不是打完一场又一场。

## 獎項
| 年份   | 頒獎典禮                    | 獎項             | 入圍者                 | 結果 |
| ------ | --------------------------- | ---------------- | ---------------------- | ---- |
| 2010年 | 第47屆金馬獎                | 最佳動作設計     | 元德                   | 提名 |
| 2011年 | 第30屆香港電影金像獎        | 最佳電影         |                        | 獲獎 |
| 2011年 | 第30屆香港電影金像獎        | 最佳男配角       | 泰迪羅賓               | 獲獎 |
| 2011年 | 第30屆香港電影金像獎        | 最佳女配角       | 邵音音                 | 獲獎 |
| 2011年 | 第30屆香港電影金像獎        | 最佳原創電影音樂 | 泰迪羅賓、韋啟良       | 獲獎 |
| 2011年 | 第30屆香港電影金像獎        | 最佳導演         | 郭子健、鄭思傑         | 提名 |
| 2011年 | 第30屆香港電影金像獎        | 最佳編劇         | 郭子健、鄭思傑、譚廣源 | 提名 |
| 2011年 | 第30屆香港電影金像獎        | 最佳動作設計     | 元德                   | 提名 |
| 2011年 | 第17屆香港電影評論學會大獎  | 最佳電影         |                        | 獲獎 |
| 2011年 | 第17屆香港電影評論學會大獎  | 最佳男演員       | 泰迪羅賓               | 獲獎 |
| 2011年 | 第6屆香港電影導演會年度大獎 | 年度推介电影     |                        | 獲獎 |

## 外部連結
- 雅虎香港《打擂台》宣傳網站
- 新浪报道专题 （页面存档备份，存于）
- YouTube上的《打擂台》預告
- 土豆網上的「《打擂台》預告」
- 開眼電影網上《打擂台》的資料（繁體中文）
- 豆瓣电影上《打擂台》的資料 （简体中文）
- 时光网上《打擂台》的資料（简体中文）
- AllMovie上《打擂台》的资料（英文）
- 爛番茄上《打擂台》的資料（英文）
- 香港影庫上《打擂台》的資料（繁體中文）
- 互联网电影数据库（IMDb）上《打擂台》的资料（英文）